# Diaporthe rudis
Diaporthe rudis är en svampart som först beskrevs av Elias Fries, och fick sitt nu gällande namn av Nitschke 1870. Diaporthe rudis ingår i släktet Diaporthe och familjen Diaporthaceae.   Inga underarter finns listade i Catalogue of Life.